# 다이온
다이온(영어: dyon)이란 전기적 전하와 자기적 전하를 같이 지니는 가상의 입자다. (전기적 전하가 0인 경우는 자기 홀극이라고 부른다.) 대부분의 대통일 이론은 다이온의 존재를 예측한다.
다이온의 가능한 전하는 디랙 양자화 조건을 따르고, 그 전기적 전하는 위튼 효과에 따라 결정된다. 특히, CP 대칭을 따르는 이론의 경우, 모든 다이온은 정수의 전하를 가진다. 이 사실은 에드워드 위튼이 1979년에 증명하였다.